# Сміт-Міллс (Массачусетс)
Сміт-Міллс (англ. Smith Mills) — переписна місцевість (CDP) в США, в окрузі Бристоль штату Массачусетс. Населення — 4832 особи (2020).

## Географія
Сміт-Міллс розташований за координатами 41°38′48″ пн. ш. 70°59′57″ зх. д. / 41.64667° пн. ш. 70.99917° зх. д. (41.646686, -70.999158).  За даними Бюро перепису населення США в 2010 році переписна місцевість мала площу 12,25 км², з яких 12,06 км² — суходіл та 0,19 км² — водойми.

## Демографія
Згідно з переписом 2010 року, у переписній місцевості мешкало 4760 осіб у 1922 домогосподарствах у складі 1284 родин. Густота населення становила 389 осіб/км².  Було 2000 помешкань (163/км²).
Расовий склад населення:
| - 92,3 % — білих - 2,5 % — азіатів - 1,3 % — чорних або афроамериканців - 0,2 % — корінних американців - 0,1 % — вихідців з тихоокеанських островів - 1,7 % — осіб інших рас |

До двох чи більше рас належало 2,0 %. Частка іспаномовних становила 2,1 % від усіх жителів.
За віковим діапазоном населення розподілялося таким чином: 21,0 % — особи молодші 18 років, 57,7 % — особи у віці 18—64 років, 21,3 % — особи у віці 65 років та старші. Медіана віку мешканця становила 44,0 року. На 100 осіб жіночої статі у переписній місцевості припадало 87,8 чоловіків;  на 100 жінок у віці від 18 років та старших — 81,5 чоловіків також старших 18 років.
Середній дохід на одне домашнє господарство  становив 70 462 долари США (медіана — 63 038), а середній дохід на одну сім'ю — 83 102 долари (медіана — 69 473). Медіана доходів становила 61 948 доларів для чоловіків та 41 667 доларів для жінок. За межею бідності перебувало 12,4 % осіб, у тому числі 13,0 % дітей у віці до 18 років та 16,3 % осіб у віці 65 років та старших.
Цивільне працевлаштоване населення становило 2240 осіб. Основні галузі зайнятості: освіта, охорона здоров'я та соціальна допомога — 34,5 %, публічна адміністрація — 10,3 %, роздрібна торгівля — 9,8 %.